# 東海市立富木島中学校
東海市立富木島中学校（とうかいしりつ ふきしまちゅうがっこう）は、愛知県東海市富木島町向イにある市立中学校。校長は加古勲。

## 部活動

### 運動部
- 野球部
- バレー部
- ソフトテニス部
- バスケットボール部
- 卓球部
- ソフトボール部
- 陸上部
- 柔道部
- 剣道部
- （バドミントン部）
- （陸上部）
- （水泳部）

### 文化部
- 吹奏楽部
- 美術・工芸部

## 著名な卒業生
- 古賀シュウ - ものまね芸人
- ドラゴン・キッド - 覆面レスラー
- 近藤智弘 - プロゴルファー
- 春風弥里 - 宝塚歌劇団花組の男役
- 三浦雄也 - サッカー選手、清水エスパルス所属